# De Coninckplein (Antwerpen)
Het De Coninckplein is een plein in de Belgische stad Antwerpen, vernoemd naar Pieter De Coninck. Het is een driehoekig plein in het centrum van de stad, in de wijk Amandus-Atheneum, in het "statiekwartier", zo'n halve kilometer ten noorden van het Centraal Station. Het plein heeft een oppervlakte van 4.565 m².
Het werd aangelegd aan de rand van de Spaanse vesting. Voorheen werd het Solvijnsplein genoemd. De commissie Gerrits verkoos in deze buurt straatnamen van vrijheidsstrijders, en op 22 maart 1869 werd het plein hernoemd naar Pieter De Coninck. Tot eind de jaren '60 was het plein een levendige plek, waar mensen elkaar ontmoetten, aangezien er veel bedrijven waren gevestigd rond het plein. Echter, door ruimtegebrek moesten veel bedrijven verhuizen naar de stadsrand. Het plein bleef sinds de jaren '80 verloederd achter. Het werd het centrum voor drugsdealen en daklozen.
In een poging het tij te doen keren besliste het stadsbestuur eind de jaren 90 er de nieuwe hoofdbibliotheek van Antwerpen te vestigen: de Bibliotheek Permeke. Deze opende in 2005 en was bedoeld als hefboom voor de heropleving van het De Coninckplein en de nabije omgeving. De Antwerpenaar heeft de weg naar de bibliotheek duidelijk gevonden, doch de problemen met drugsdealen en daklozen zijn gebleven. Elke derde zondag van de maand wordt door de bibliotheek in openlucht  een strip- en boekenverkoop georganiseerd.
De stadsontwikkelingsmaatschappij AG Vespa heeft tevens een aantal projecten lopen op het De Coninckplein die erin bestaan vervallen panden op te kopen, af te breken en op de vrijgekomen grond een nieuw project te ontwikkelen zoals appartementen met handelsruimtes. Sinds 2011 voerde de stad Antwerpen een algemeen alcoholverbod in voor het plein. Dankzij deze maatregel en de intensieve opvolging van de lokale politie is de overlast van alcohol en drugsgerelateerde overlast sterk afgenomen. Nieuwe ondernemers vestigden zich op het plein en zorgen samen met de Stadsbibliotheek voor een heropleving en herwaardering van het plein.
Tijdens de zomermaanden worden er concerten georganiseerd door Zomer van Antwerpen. 